# LEGO Battles: Ninjago
Lego Battles: Ninjago (noto anche come Lego Ninjago: The Video Game in USA e UK) è un videogioco LEGO pubblicato il 12 aprile 2011 in Nord America e il 15 aprile 2011 nel resto del mondo per la console Nintendo DS, ispirato dalla serie Ninjago: Masters of Spinjitzu.

## Modalità di gioco
Il gioco è una sorta di mix tra i normali giochi Lego e la serie Battles. I giocatori controllano sei costruttori e sette eroi. Ogni eroe ha tre versioni, due delle quali devono essere ricercate. In queste modalità, due abilità speciali dette "incantesimi", possono essere utilizzate. Le squadre possono anche costruire cinque edifici differenti: il mastio, la sede del team, la banca di mattoni, dove i costruttori possono lasciare i mattoni, la miniera, che produce automaticamente i mattoni, la caserma, che fabbrica eroi, e la torre, che spara proiettili. Inoltre le torri possono avere aggiornamenti sulla base degli elementi. La storia Ninjago si basa sulla formazione dei ninja e la loro ricerca per trovare le quattro armi d'oro nel mondo sotterraneo. La storia degli Skeletons si basa sull'esercito degli scheletri (guidato da Samukai) alla ricerca delle armi d'oro.
Il videogioco si basa sulla storia della serie animata Ninjago: Masters of Spinjitzu, ma con alcune differenze, per esempio, Sensei Wu va insieme ai ninja a trovare le Shurikens del Ghiaccio e il Nunchaku del Fulmine, mentre nel cartone i ninja vanno da soli.

## Accoglienza
Le recensioni su Lego Battles: Ninjago sono state miste. GamesRadar ha dichiarato: "La componente di strategia in tempo reale è ideale per i principianti, ma può diventare noiosa per i giocatori più esperti e chi preferisce l'azione veloce alla pianificazione strategica."